# Stenophragma fusca
Stenophragma fusca är en tvåvingeart som beskrevs av Edwards 1934. Stenophragma fusca ingår i släktet Stenophragma och familjen svampmyggor.
Artens utbredningsområde är Peru. Inga underarter finns listade i Catalogue of Life.